# Quello che ho visto in America
(G. K. Chesterton, Quello che ho visto in America, Riflessioni a Broadway)
Quello che ho visto in America (What I Saw in America) è una raccolta di saggi di G. K. Chesterton, pubblicata per la prima volta nel 1922. In essi l'autore ripercorre il suo viaggio negli Stati Uniti, descrivendo e analizzando in profondità le peculiarità della società e della mentalità statunitensi.
A Chesterton importa particolarmente spiegare e rimarcare le differenze tra gli Stati Uniti e l'Inghilterra come elementi fondamentali per un reciproco arricchimento dei due paesi.

## Sommario
- Che cos'è l'America?
- Riflessioni in un hotel di New York
- Riflessioni a Broadway
- Giornalisti irlandesi e altri
- Alcune città americane
- Nella campagna americana
- L'uomo d'affari americano
- Presidenti e problemi
- Il proibizionismo nei fatti e nella fantasia
- Mode e opinione pubblica
- Un americano straordinario
- Il repubblicano tra le rovine
- L'Atlantico si sta restringendo?
- Lincoln e le cause perse
- Wells e lo Stato Mondiale
- Un nuovo Martin Chuzzlewit
- Lo spirito dell'America
- Lo spirito dell'Inghilterra
- Il futuro della democrazia

## Edizioni
- G. K. Chesterton, Quello che ho visto in America, traduzione di Annalisa Teggi, Torino, Lindau, 2011, ISBN 978-88-7180-957-1.